# Puuluup
Puuluup es un dúo estonio de música acid folk fundado en 2014 por Ramo Teder (Pastacas como solista) y Marko Veisson. Sus instrumentos son hiiu kannel/talharpa y los loops.
En noviembre de 2023, fueron anunciados junto a 5miinust como uno de los semifinalistas del Eesti Laul 2024, la preselección estonia para el Festival de la Canción de Eurovisión 2024, con la canción "(Nendest) narkootikumidest ei tea me (küll) midagi". Se clasificaron para la final durante la primera ronda de la semifinal. Finalmente, ganaron la final y consiguieron representar a Estonia en el concurso.

## Discografía

### Álbumes de estudio
| título                                                    | Detalles                                                                                                 | Posiciones en listas |
| título                                                    | Detalles                                                                                                 | EST                  |
| --------------------------------------------------------- | --- | -------------------- |
| Süüta mu lumi                                             | - Lanzamiento: 1 de mayo de 2018 - Discográfica: Õunaviks - Formatos: Descarga digital, streaming        | 31                   |
| Viimane suusataja                                         | - Lanzamiento: 17 de septiembre de 2021 - Discográfica: Õunaviks - Formatos: Descarga digital, streaming |                      |
| " * " denota que las listas no existían en aquel momento. | |                      |

### Sencillos
| Título                                                              | Año  | Álbum o EP        |
| ------------------------------------------------------------------- | ---- | ----------------- |
| "Martafana"                                                         | 2018 | Süüta mu lumi     |
| "Kasekesed"                                                         | 2019 | Viimane suusataja |
| "Käpapuu"                                                           | 2020 | Viimane suusataja |
| "Mama Can Do"                                                       | 2020 |                   |
| "Liigutage vastu"                                                   | 2021 | Viimane suusataja |
| "Paala järve vaala baar"                                            | 2021 | Viimane suusataja |
| "(Nendest) narkootikumidest ei tea me (küll) midagi" (con 5miinust) | 2023 |                   |